# Крововилив
Кровови́лив, гемора́гія, екстраваза́т — скупчення крові, що вилилася з кровоносних судин у порожнини тіла або навколишні тканини.
Крововилив відбувається при ударі або стисканні м’яких тканин внаслідок розриву кровоносних судин. Кров виливається у навколишні тканини та просякає їх, утворюючи на шкірі макроскопічно помітний кров’яний згорток (кровопідтік).
Розриви кровоносних судин найчастіше є результатом травми, але можуть бути й проявом якого-небудь патологічного процесу.
Крововиливи бувають 
- локальними та віддаленими,
- поверховими, глибокими та дуже глибокими,
- можуть з’являтися рано, пізно та дуже пізно.

За формою вони досить різноманітні: круглі, овальні, прямокутні та ін. 
Нерідко крововиливи на шкірі відображують форму та розміри пошкоджувального предмета. 
За зміною кольору крововиливу можна судити про його давність.